# Cupania moraesiana
Cupania moraesiana är en kinesträdsväxtart som beskrevs av G. Guarim Neto. Cupania moraesiana ingår i släktet Cupania och familjen kinesträdsväxter. Inga underarter finns listade i Catalogue of Life.